# یهودیت و محیط زیست
یهودیت در سطوح مختلف با محیط زیست‌گرایی (environmentalism) تلاقی می‌کند. جهان طبیعی نقش اصلی را در قوانین، ادبیات، و اعمال مذهبی یهودیان و دیگر اعمال ایفا می‌کند. در عرصه تفکر یهودی، باورها دربارهٔ رابطه انسان با محیط زیست بسیار متفاوت است.

## قوانین یهودی و محیط زیست
در قانون یهود (halakhah)، نگرانی‌های زیست‌محیطی در حفاظت از درختان میوه در کتاب مقدس، قوانین موجود در میشنا علیه آسیب رساندن به مالکیت عمومی، بحث تلمودی دربارهٔ آسیب‌های صدا و دود، و واکنش‌های معاصر دربارهٔ آلودگی کشاورزی منعکس شده‌است. در یهودیت محافظه‌کار، ابتکار جدید ایده‌های اکوکاشروت را پذیرفته‌است که در دهه ۱۹۷۰ آغاز شد. علاوه بر این، کنشگران یهودی، اصول هلاخا را برای اهداف زیست‌محیطی به کار گرفته‌اند، مانند دستور علیه تخریب غیرضروری، معروف به بال تشخیت. قاعده تزار بعالی حییم هم پیرامون محدودیت ستم به جانوران است.